# 라켈 페냐 데 안투냐

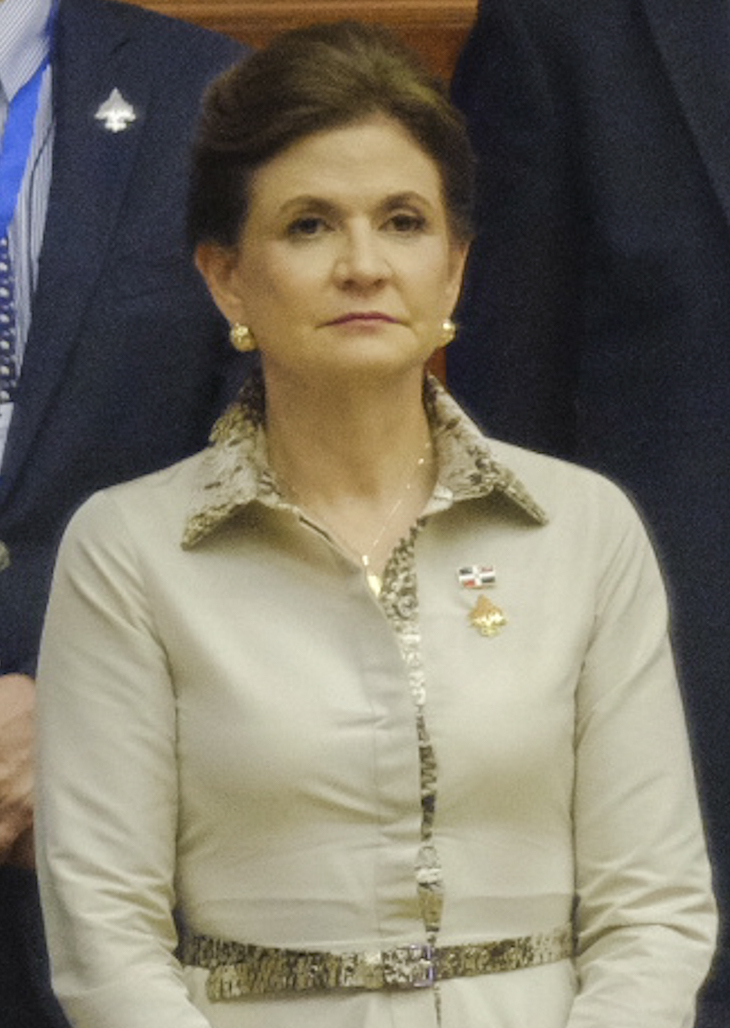

라켈 페냐 데 안투냐(스페인어: Raquel Peña de Antuña, 1966년 9월 10일 ~ )는 도미니카 공화국의 학자, 정치인으로 2020년 이래 부통령이다.

## 어린 시절과 교육
1966년 9월 10일 산티아고데로스카바예로스에서 담배 회사 경영주 라파엘 레오카디오 페냐 기옌과 에스텔라 로드리게스의 딸로 태어났다. 사그라도 코라손 데 헤수스 학교에서 초등 교육을 이수했으며, 중등 교육은 데 라 사예 학교에서 마쳤다. 수녀와 교사 가톨릭 대학교를 졸업했다.

## 같이 보기
- 레오넬 페르난데스
- 다닐로 메디나